# Anton Wiktorowitsch Burdassow
Anton Wiktorowitsch Burdassow (russisch Антон Викторович Бурдасов; englisch Anton Burdasov; * 9. Mai 1991 in Tscheljabinsk, Russische SFSR, Sowjetunion) ist ein russischer Eishockeyspieler, der seit Oktober 2019 erneut beim SKA Sankt Petersburg in der Kontinentalen Hockey-Liga unter Vertrag steht.

## Karriere
Anton Burdassow begann seine Karriere als Eishockeyspieler in seiner Heimatstadt in der Nachwuchsabteilung des HK Metschel Tscheljabinsk. 2007 wechselte er zum HK Traktor Tscheljabinsk, für dessen zweite Mannschaft er zunächst von 2007 bis 2009 in der drittklassigen Perwaja Liga aktiv war, ehe er im Laufe der Saison 2009/10 sein Debüt für die Profimannschaft des HK Traktor in der Kontinentalen Hockey-Liga gab. In seinem Rookiejahr blieb der Flügelspieler in insgesamt 22 KHL-Spielen punktlos und erhielt vier Strafminuten. Die gesamte restliche Spielzeit verbrachte der Junioren-Nationalspieler bei Traktors Juniorenmannschaft in der multinationalen Nachwuchsliga Molodjoschnaja Chokkeinaja Liga (MHL), in der ihm in 36 Spielen 27 Scorerpunkte gelangen, davon 15 Tore.
Auch in den Spielzeiten 2010/11 und 2011/12 spielte Burdassow in der KHL-Mannschaft des HK Traktor Tscheljabinsk und erhielt weiter einige Einsätze in der MHL. Im Mai 2012 erhielt Burdassow einen Vertrag über drei Jahre Laufzeit beim SKA Sankt Petersburg, mit dem er im April 2015 den Gagarin-Pokal gewann. Im Dezember 2015 wurde er zusammen mit Pjotr Chochrjakow im Tausch gegen Sergei Schirokow an den HK Awangard Omsk abgegeben.
Dort stand er bis 2017 unter Vertrag, anschließend ab Mai 2017 beim HK ZSKA Moskau und ab Oktober des gleichen Jahres bei Salawat Julajew Ufa. Seit Oktober 2019 spielt er wieder beim SKA Sankt Petersburg.

### International
Für Russland nahm Burdassow an der U20-Junioren-Weltmeisterschaft 2011 teil, bei der er mit seiner Mannschaft die Goldmedaille gewann. Zum Titelgewinn trug er mit einer Torvorlage in sieben Spielen bei.

## Erfolge und Auszeichnungen
- 2011 Goldmedaille bei der U20-Junioren-Weltmeisterschaft
- 2015 Gewinn des Gagarin-Pokals mit SKA Sankt Petersburg
- 2019 Teilnahme KHL All-Star Game

## KHL-Statistik
(Stand: Ende der Saison 2018/19)